# Ложный аэродром

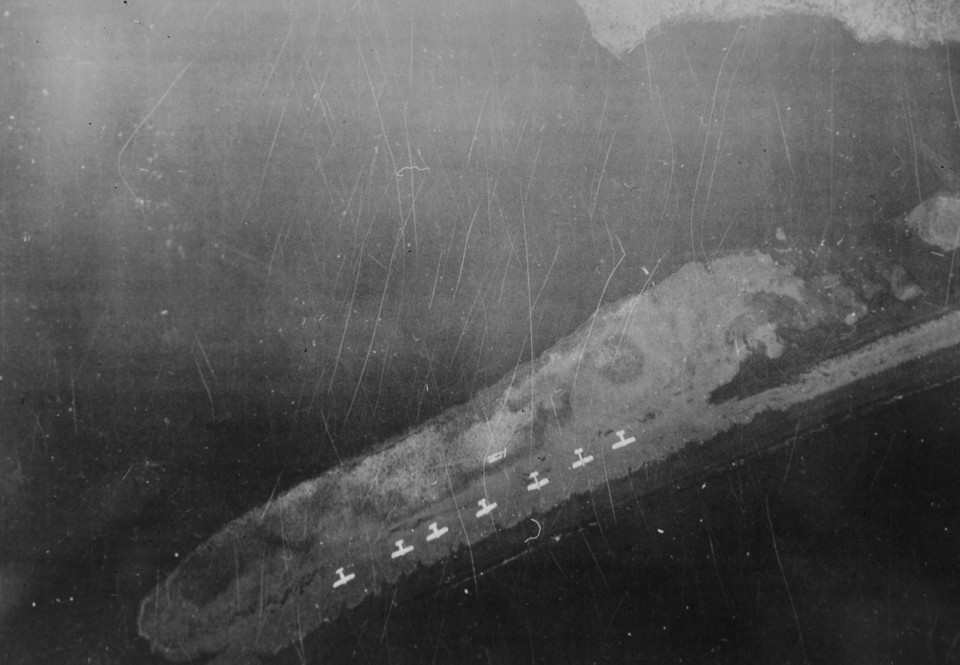
Ложный японский аэродром и макеты самолётов на оккупированном Японией острове Кыска, Аляска. ВМВ, 18 июня 1942 год.

Ло́жный либо фальши́вый, фикти́вный аэродро́м — в военном деле — искусственное сооружение, имитирующее реальный защищаемый объект (военный аэродром) по внешнему виду, постройкам, сигнальным характеристикам, движению объектов и иным существенным для распознавания признакам и предназначенное для отвлечения сил и средств противника от действительных целей.
Ложные аэродромы строили обычно недалеко от действующих — с целью отвлечения внимания противника от них и чтобы их обслуживал личный состав одной части.

## Цель постройки
Ложные аэродромы предназначены для отвлечения и расходования разведывательных, радиоэлектронных, боевых, лётных, ракетно-бомбовых, артиллерийских сил и средств противника на «цель-пустышку».
Главной целью постройки данных сооружений во времена с Первой по окончание Второй мировой войн являлось введение в заблуждение экипажей разведывательных и боевых самолётов потенциального противника либо врага.
Современные ложные аэродромы строят для введения (потенциального) противника в заблуждение путём создания ложных объектов и целей с использованием макетов; электронных, пиротехнических, дымовых и технических средств маскировки.
Ложные аэродромы предназначены именно для привлечения к ним внимания противника и провоцирования его на нанесение ударов с целью нерационального расходования имеющихся сил, средств, боеприпасов, а также для снижения собственных потерь.
Ложные аэродромы по оборудованию и характеру обслуживания делятся на аэродромы дневного, ночного и круглосуточного действия. Каждый из них имеет соответствующее оборудование.

## История

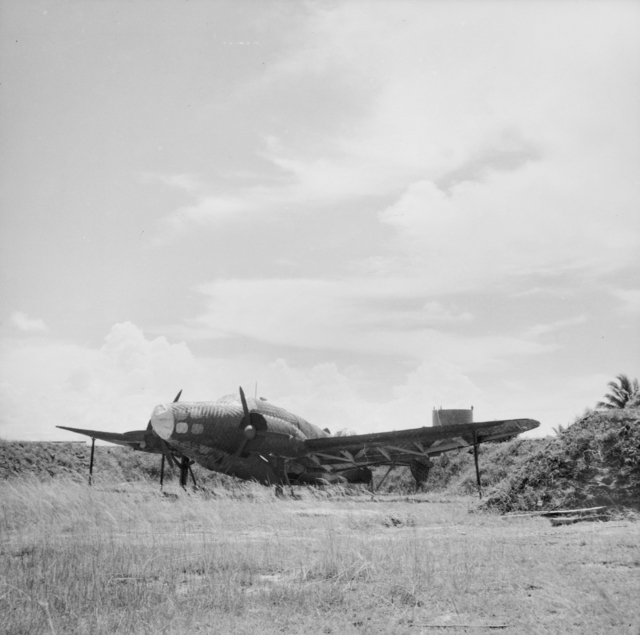
Самолёт-приманка Lockheed Hudson КВВС использовался, чтобы отвести вражеские бомбардировщики от реальной ВПП. Малайя, 1941

### Великобритания
Во время Второй мировой войны в Англии использовались фиктивные аэродромы и даже города, чтобы отвлечь немецкие бомбардировщики от реальных целей.

### Курская битва
В мае-июле 1943 года, перед и во время Курской битвы, весной 1943 были построены четыре ложных советских военных аэродрома, в основном для 5-го иак 2-й воздушной армии СССР (командующий тогда — генерал авиации Степан Красовский).
Строительство аэродромов осуществила 5-я инженерно-минная бригада РГК (командир — подполковник В. Н. Столяров), маскировочная служба аэродромов 2-й ВА (начальник — майор В. И. Лукьянов) и мобилизованные местные жители (всего в Прохоровском районе на строительство восьми аэродромов весной 1943 года было мобилизовано 1015 человек).
Фальшивые аэродромы были построены в сёлах Грязное (Белгородская область) (508-й иап), Радьковка (Белгородская область), Масловка (Прохоровский район) и у ж.д. станции Прохоровка (Белгородская область).

### Битва за Кубань
Во время воздушных сражений на Кубани с весны 1943 года в плотном взаимодействии с наземными частями 4-я Воздушная армия (СССР) начала массовое применение ложных аэродромов.
Их было построено двадцать шесть. На них были установлены 160 макетов самолётов, 36 макетов автомашин, одиннадцать макетов складов.
Немецкая авиация, принимая данные цели за истинные, бомбила их по нескольку раз. Ложный аэродром в станице Славянская (станица) был атакован немцами с воздуха 34 раза. Командующим 4-й ВА, инициировавшим массовое сооружение ложных объектов, был генерал-лейтенант Константин Вершинин.

### Ирак
В 1991 году, во время проведения Западом военной операции «Буря в пустыне» против армии Ирака, авиация коалиции (Многонациональных сил) нанесла мощные массированные удары по объектам Ирака. Западные СМИ сообщили, что за первые две недели операции авиация коалиции уничтожила большое количество целей. Буквально через несколько дней после этих сообщений руководство НАТО признало, что значительная часть нанесённых ударов была выполнена по ложным объектам, так как руководство Ирака уделило большое внимание организации маскировки наиболее важных объектов страны, в том числе авиации и аэродромов.

## Проектирование и строительство в СССР
Во время Великой Отечественной войны в Советском Союзе фальшивые аэродромы проектировали отделы аэродромного строительства Воздушных армий. Кроме того, имелись так называемые «типовые проекты» ложных аэродромов. Они были изложены в соответствующих руководствах по маскировке РККА.
Выбор места для строительства осуществлялся в основном по результатам аэрофотосъёмки и личного наблюдения местности с самолётов после предварительного изучения местности по крупномасштабным картам РККА 1937—1943 годов оперативным отделом армии.
Какой аэродром строить — основной (действующий): истребительный или бомбардировочный; запасной либо ложный — определялось затем отделом аэродромного строительства (ОАС Воздушной армии).
Непосредственным строительством занимались ИАБ (инженерно-аэродромные батальоны) совместно с мобилизованным (на труд) местным населением.
«Доводкой» и техническим дооборудованием аэродромов занимались АТР (аэродромно-технические роты) БАО (батальонов аэродромного обслуживания).
Военная маскировка (вернее, умеренная демаскировка) ложных аэродромов возлагалась на МСА (маскировочные службы аэродромов) воздушных армий.
Строительство ложных аэродромов обычно производилось командой инженерно-технической бригады Резерва Главного Командования в количестве около 20 человек, военнослужащими ИАБ и мобилизованным местным населением в общем количестве до ста человек на один аэродром. Срок строительства в весенне-летнее время по плану работ составлял от четырёх до шести суток; по состоянию на 2014 год — трое суток.
Строили ложные аэродромы ВВС РККА обычно на расстоянии от 3 до 7-10 км от настоящих,- с целью отвлечения внимания от них и чтобы их обслуживал один и тот же БАО. Также их не строили возле важных стратегических объектов.
Ложные аэродромы в случае необходимости можно было использовать как запасные с целью необходимой концентрации, ёмкости и манёвра авиации.
Строительство ложного аэродрома обуславливалось значительно бо́льшим риском для находящихся на нём людей, чем на действующем хорошо замаскированном аэродроме.

### Имитация ВПП
Вначале на месте ложного аэродрома во время ВОВ строилась (разравнивалась либо имитировалась) взлётно-посадочная площадка (полоса) либо полосы длиной до 1200 метров (сейчас — до 3000 м.)
Затем строились либо имитировались рулёжные дорожки и места открытых стоянок самолётов.
Формы и размеры данных площадок выбирались тождественными настоящим действующим аэродромам.

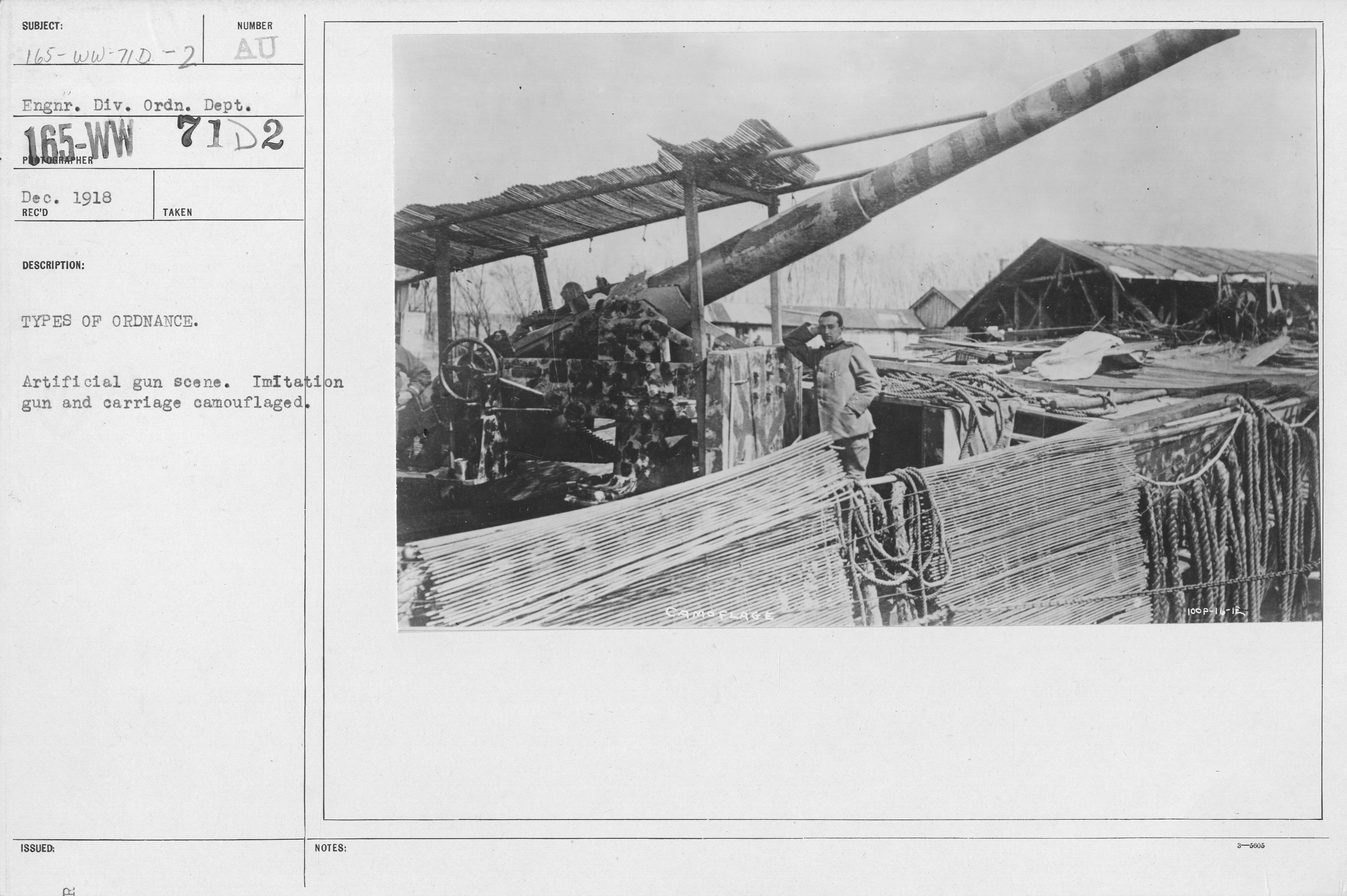
Бутафорское орудие ПМВ, 1918

### Имитация построек
Затем во время ВОВ строились сооружения (обычно — минимум):
- командный пункт (мог не строиться),
- несколько действующих жилых землянок (для обслуживающих ложный аэродром военнослужащих),
- одна или несколько щелей-укрытий для личного состава на случай ожидаемой бомбёжки,
- несколько заметных с воздуха укрытий для самолётов (капониров, до 8 штук),
- две или три наблюдательные вышки,
- иногда фальшивые лёгкие дома, часть из которых собиралась на каркасе из жердей;
- прокладывалась ложная хорошо видимая дорога к аэродрому[1].

### Имитация техники
Во время ВОВ на советских ложных аэродромах строились по нормам от 11 до 18 макетов самолётов и от 3 до 8 макетов автомобилей. Макеты автомобилей требовалось умеренно маскировать (делать имитацию маскировки).
В XXI веке кроме деревянных макетов, стали использоваться надувные резиновые имитации различных самолётов.

### Имитация вооружения

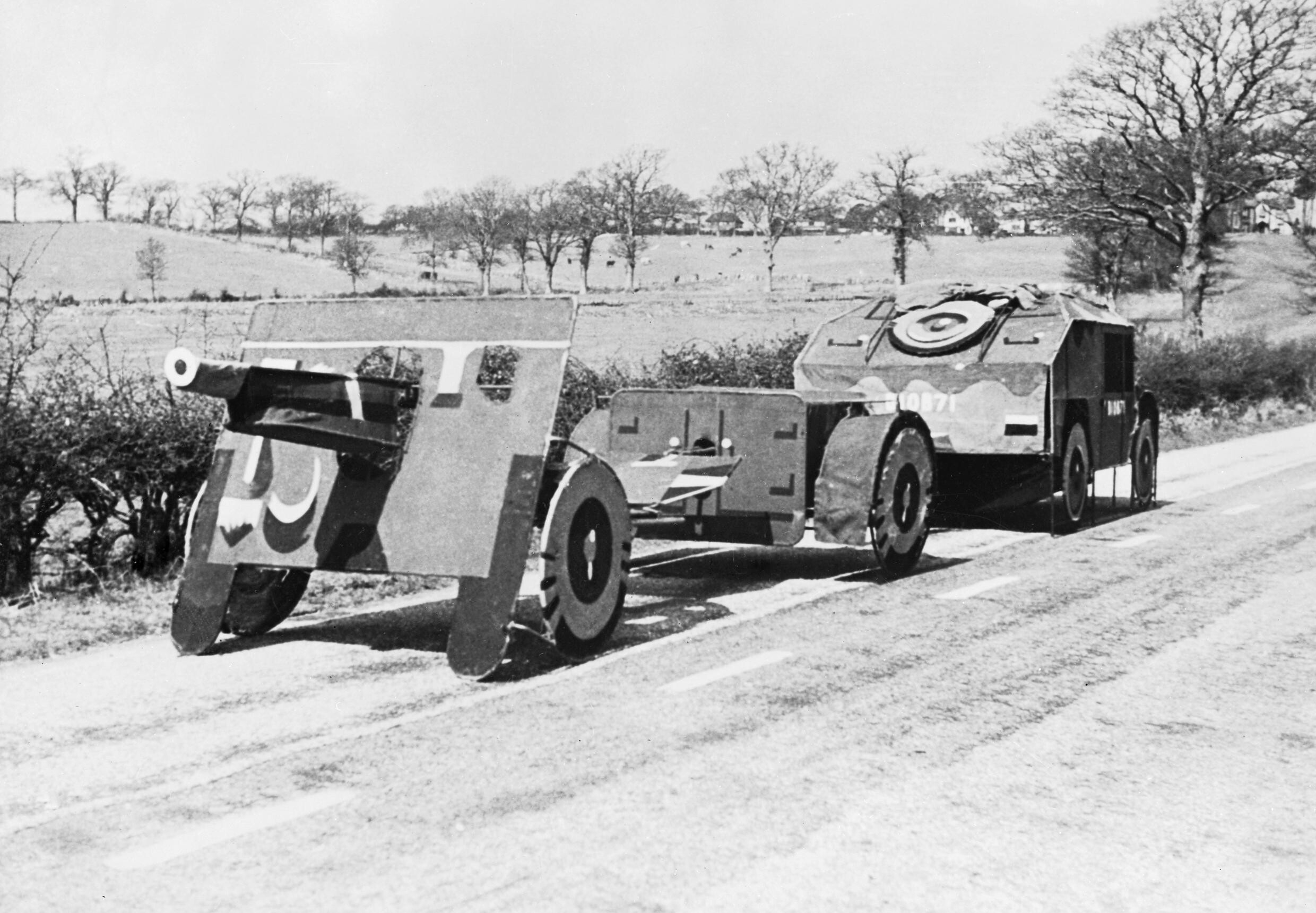
Фальшивое британское 25-фунтовое орудие, ВМВ

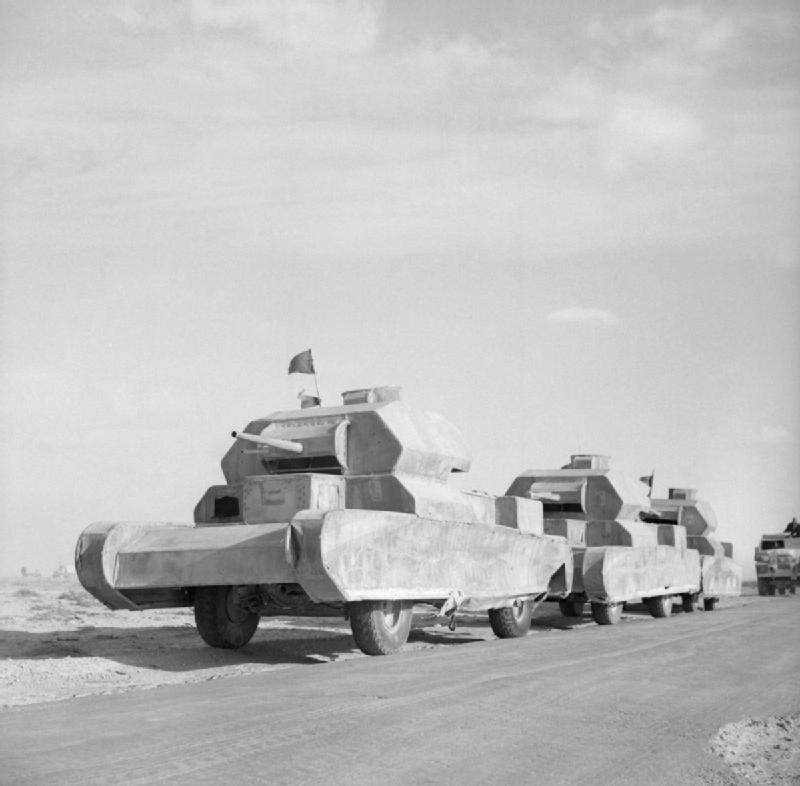
Фальшивые танки на шасси грузовиков в Западной пустыне, 13 февраля 1942

Поддельные огневые точки, быстро построенные из местной древесины, широко использовались в Советском Союзе во время ВОВ, чтобы обмануть и ввести в заблуждение немецкую воздушную разведку люфтваффе.
Во время ВОВ на советских ложных аэродромах устанавливалось в среднем три макета зенитных орудий на каждом.
Могли устраиваться видимые штабеля бомб (из древесины) и пустых ящиков из-под них.
Также на ложных советских аэродромах для правдоподобности могло использоваться настоящее зенитное вооружение, в частности, зенитные пулемёты (счетверённые «максимы» и др.)
После ВОВ стали широко использоваться резиновые (надувные) имитации различного вооружения. Они обычно изготавливаются из материалов, имеющих похожие отражение радиоволн (например, с помощью металлизированного покрытия) и тепловизорные характеристики (например, с помощью нагревателя внутри), как и настоящая военная техника.

### Имитация людей

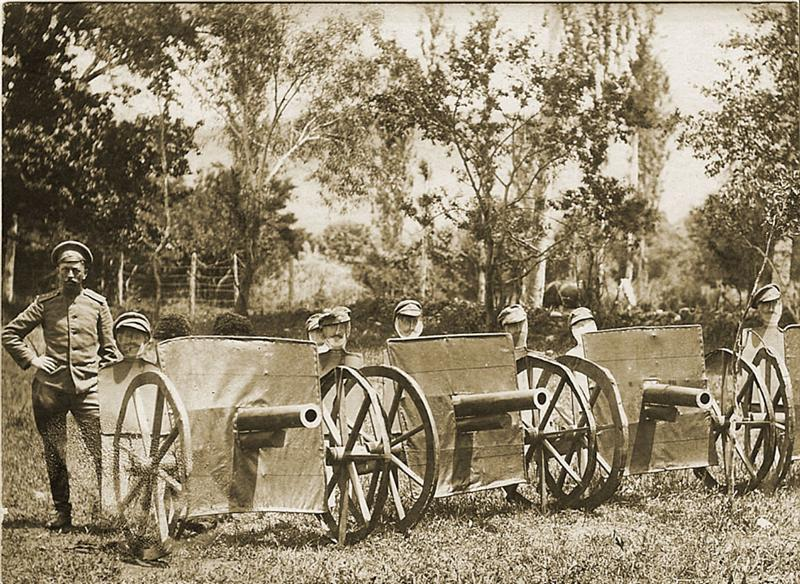
Деревянные пушки и манекены артиллеристов. Российская Империя, русско-турецкий фронт ПМВ

В целях имитации обжитости и присутствия людей на советских ложных аэродромах по нормам устанавливались открыто от 12 до 18 чучел «военнослужащих», одетых в советскую военную форму.
Также при появлении самолётов противника команда аэродрома могла убегать с лётного поля, имитируя панику.

### Имитация обжитости
На каждом таком аэродроме должна иметься специальная команда личного состава, производящая необходимые работы и действия, видимо имитирующие активную деятельность якобы базирующихся на объекте авиачастей.
На весь срок существования объекта во время ВОВ к нему прикреплялась команда сапёров, в среднем из 4 человек, и команда из БАО, в среднем из трёх человек; которые должны были осуществлять видимые признаки деятельности на ложном аэродроме.
Сапёры отвечали за содержание и передвижение установленных макетов самолётов (с открытых мест в укрытия и наоборот), переустановку макетов в соответствии с направлением ветра; периодически ставили на лётное поле все макеты самолётов, имитируя подготовку к вылету; обновляли, красили, ремонтировали и «маскировали» объекты. Также они во время бомбометания должны были поджигать макеты самолётов.
Красноармейцы из БАО имитировали стартовую службу и сигнальные и прочие огни на аэродроме, открыто двигались по лётному полю на грузовых автомашинах. При приближении самолётов противника они выпускали сигнальные ракеты, стреляли по самолётам противника из пулемётов (предписывалось вести огонь трассирующими пулями).
Для имитации деятельности предусматривались настоящие посадки военных самолётов на ложный аэродром в количестве двух-трёх.
Также рекомендовалось набор высоты производить над ложным аэродромом; также и снижение — а далее следовать на действующий аэродром на бреющем полёте.
Командир ложного аэродрома (начальник команды) регистрировал ответные боевые и разведывательные действия противника в специальном журнале «Учёта налётов авиации противника на Н-ский ложный аэродром».
В последние годы для сохранения жизни людей применяется дистанционное управление оборудованием аэродрома. Для этого, обычно под землёй, строится замаскированный пункт управления.

### Имитация радиообмена
Для дезинформации противника на месте ложного аэродрома могла имитироваться деятельность радиостанции для привлечения вражеского внимания.
Для определения места радиопередачи было достаточно двух (лучше-трёх) радиогониометрических станций, устанавливающих направление, с которого идёт передача, и засекающих место установки передающей радиостанции. Затем по исследованию крупномасштабной карты вычисляется расположение аэродрома, особенно — в местности, неудобной в аэродромном отношении. Исследование карты сужает круг поисков районом, лежащим внутри треугольника ошибок. Так как мест для расположения аэродромов не так много, в место радиообмена будет направлена авиаразведка. Фотографирование данного места даст службе дешифровки аэрофотоснимков точные данные о расположении аэродрома, после чего противник организует налёт авиации.
Радиостанции на ложных аэродромах могли применяться также для радиозасад.
Противнику давалась преднамеренная возможность определить место радиостанции ложного аэродрома, и во время организации бомбардировки этого аэродрома враг мог встретить подготовленную заранее засаду истребителей.
Для данной засады была необходима чёткая работа всех постов ВНОС (воздушного наблюдения), находящихся в линии фронта и связанных напрямую связью с действующим аэродромом истребителей.

## Применение
В станице Лабинская с апреля 1943 года во время воздушной битвы за Кубань базировался 102-й авиаполк дальнего действия (1-я ад дд) на Ли-2, который бомбил по ночам скопления немецкой техники и войск в районах оккупированных Верхнебаканской, Нижнебаканской, Темрюка, Васильевки, Киевской, Глебовки, Широкой Балки и порта Симеиз.
Для введения в заблуждение авиации противника был создан ложный аэродром рядом с настоящим под командованием лётчика лейтенанта Петра Томилина. Здесь выкладывали ночной старт, стоял освещённый по ночам макет самолёта Ли-2. Когда самолёты полка возвращались с бомбёжек на базу, они снижались к ложному аэродрому, но шли дальше него с потушенными огнями. Макет же самолёта автомашиной таскали по ВПП.
В одну из ночей ложный аэродром был обнаружен врагом и массированным ударом с воздуха «уничтожен». После этого полк некоторое время «мог передохнуть и спокойно работать, не опасаясь бомбёжки».

## Расположение в СССР
Фальшивые (ложные) аэродромы были построены в СССР во время ВОВ:
- Аэродром в Горской (Ленинград, Лисий Нос, построен летом 1941);
- Сосновка (аэродром) (Ленинград, построен в 1942);
- близ посёлка Приютино (Всеволожск) (ЛО, во время ВОВ);
- в селе Никола-Тители (Московская область, построен летом 1941)[12];
- ложный Тушинский аэродром (ныне Красногорск, построен в 1941)[13][14];
- в селе Чубаевка (ныне Одесса, построен в сентябре 1941)[15];
- в селе Ибердус (Рязанская область, во время ВОВ);
- близ села Викторополь (Белгородская область, во время ВОВ)[16];
- в селе Грязное (Белгородская область) (508-й иап, построен весной 1943)[1];
- в станице Лабинская (весна 1943)[11]
- в селе Масловка (Прохоровский район) (весна 1943)[1];
- на ж.д. станции Прохоровка (Белгородская область) (весна 1943)[1];
- в селе Радьковка (Белгородская область) (весна 1943)[1];
- Сещинский аэродром в селе Сеща (немецкий, построен в 1941)[17].

## В Европе
- Кивит (аэродром) — немецкий военный ложный аэродром в Бельгии во время ВМВ.

## Итоги применения
Опыт Великой Отечественной войны подтвердил полезность ложных аэродромов для маскировки мест истинного базирования советской авиации.
В период с января 1943 по июнь 1944 года на ложные аэродромы 17-й воздушной армии СССР были совершены 120 авианалётов немецкой авиации, сбросившей 2873 авиационные бомбы.
За это же время по действующим аэродромам этой воздушной армии было совершено всего 54 налёта и сброшено 1120 бомб.

## Мнения о ложных аэродромах
- Начальник инженерных войск советского Воронежского фронта генерал Юрий Бордзиловский считал, что

Устройство ложных аэродромов является весьма эффективным приёмом маскировки авиации в степной местности, с помощью которого почти всегда можно достигнуть желаемых результатов по дезорганизации противника и отвлечении его авиации от действительных аэродромов.
— 
- Советский лётчик Михаил Громов сказал актёрской бригаде, приехавшей в 3-ю Воздушную армию в 1943 году:

Ложный аэродром — это как будто пустяк, бутафория, а сколько полезного делает в войне это хозяйство, отвлекая противника, сбивая его с толку и привлекая огонь на себя. Вот уж поистине беспокойное хозяйство!

Это его высказывание явилось толчком для создания советского фильма-комедии 1946 года о ложном аэродроме «Беспокойное хозяйство».

## В кинематографе
- Беспокойное хозяйство (художественный фильм, СССР, 1946, режиссёр Михаил Жаров)
- Хроника пикирующего бомбардировщика (художественный фильм, СССР, 1967, режиссёр Наум Бирман)[19]

## В литературе
- «Хроника пикирующего бомбардировщика» — художественная повесть Владимира Кунина 1965 года.
- «Жизнь в авиации» — воспоминания генерала авиации С. А. Красовского[20].
- Братья Тур. «Ложный аэродром.» «Сталинский сокол», 1943.